# Casa-Museu Horta
Casa de Victor Horta ou Casa-museu Horta ( hoje Museu Horta) é um edifício de Art Nouveau situado na comuna de  Saint-Gilles, na Região de Bruxelas-Capital. O edifício é constituído pela casa pessoal do arquiteto como também do estúdio de trabalho dele.

## Casa Horta
Os dois edifícios que compõem esta casa foram construída entre 1898 e 1901, apesar de terem sido projetados juntos e de comunicar pelo interior, cada um tem sua própria individualidade, a fim de afirmar a distinção entre esfera privada e estúdio profissional. 
Sem dúvida este não é um museu tradicional, onde objetos expostos são a principal atração. No Museu Horta ocorreu o inverso: o próprio edifício é a peça de museu. 
O edifício, desenhado pelo importante arquiteto Victor Horta, o qual deu o nome ao museu, é um emblemático exemplo do estilo arquitetural que fez de seu criador um dos mais aclamados representantes da Art Nouveau da Bélgica. 
Inaugurado em 1898, este museu era a antiga casa e atelier de Horta, depois transformado na casa museu do arquiteto.

## Museu Horta
A casa-museu é situada Rua Américaine, 25 em Saint-Gilles (Bruxelas)
Horário de funcionamento do museu:
De terça a domingo, das 14h às 17h30.
As manhãs são reservadas para visitas de grupo.
Uma caminhada no bairro também é possível, ela liga seis outras realizações de Victor Horta:
1. Maison Sander Pierron - Rua de l'Aqueduc, 157
2. Casa Tassel - Rua Paul Émile Janson, 6
3. Casa Solvay - Avenida Louise, 224
4. Casa Max Hallet - Avenida Louise, 346
5. Casa Vinck - Rua Washington, 85
6. Casa Dubois - Avenida Brugmann, 80.

## Coordenadas
50° 49′ 27″ N, 4° 21′ 17″ L

## Galeria

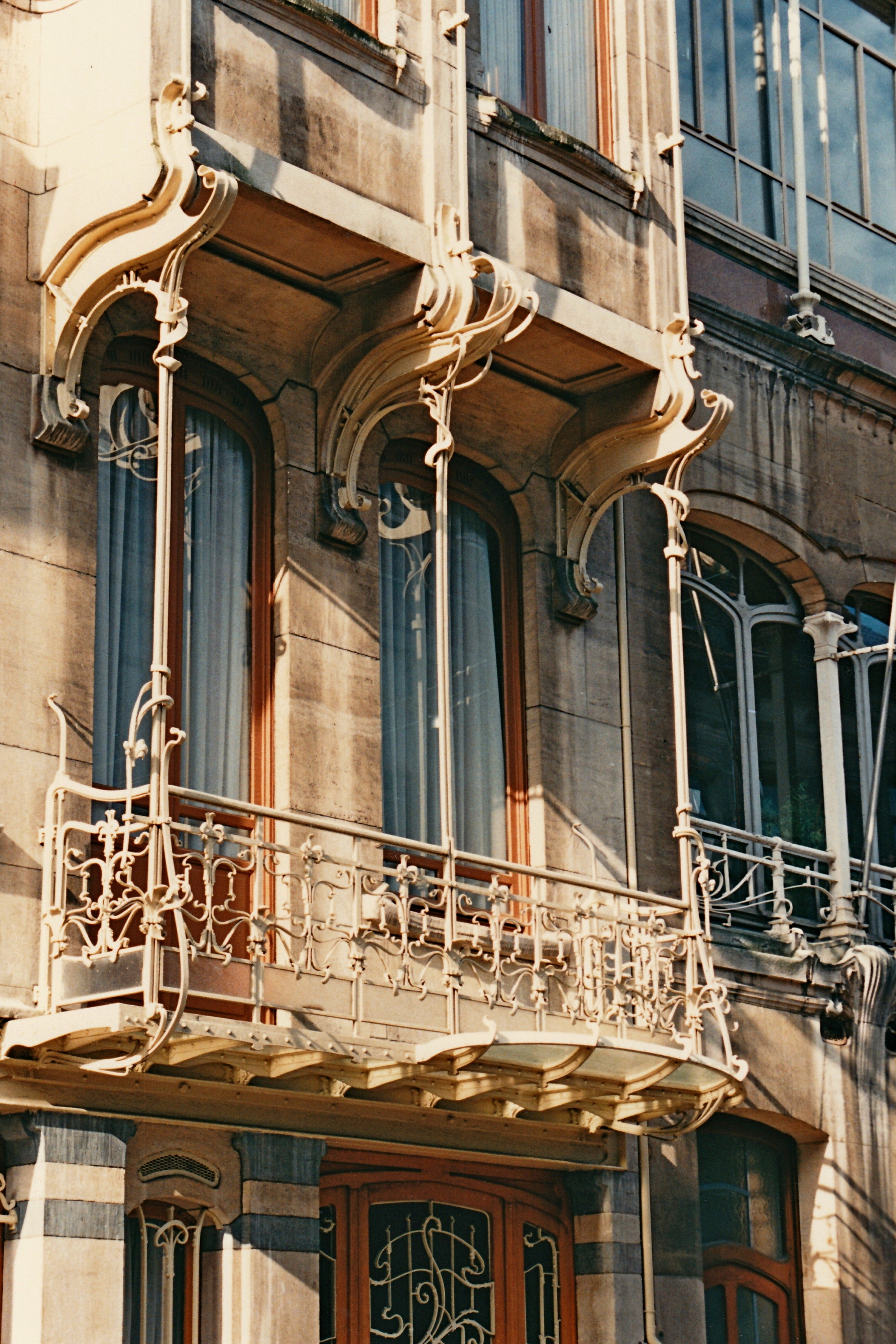
Varanda
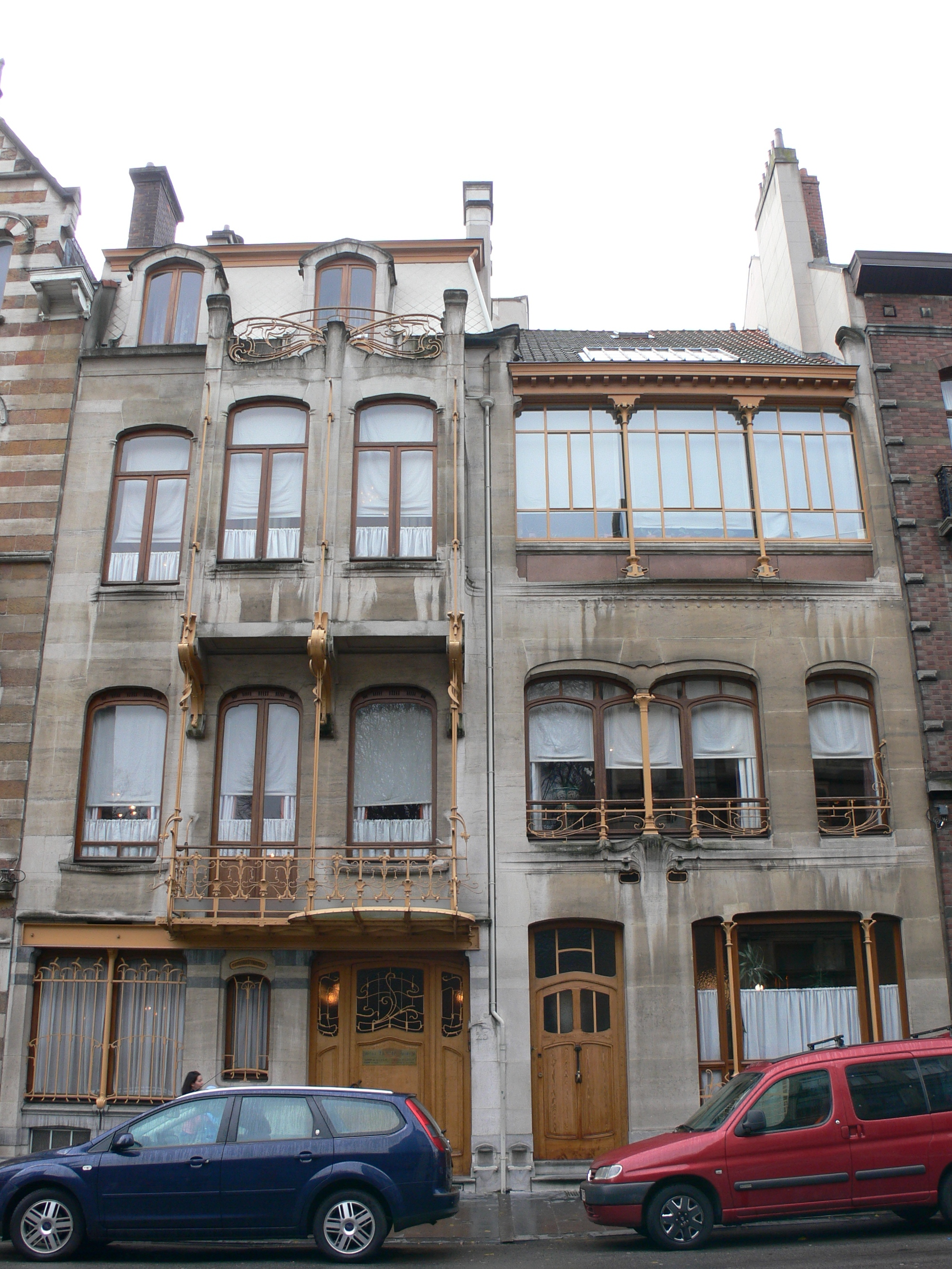
Fachada
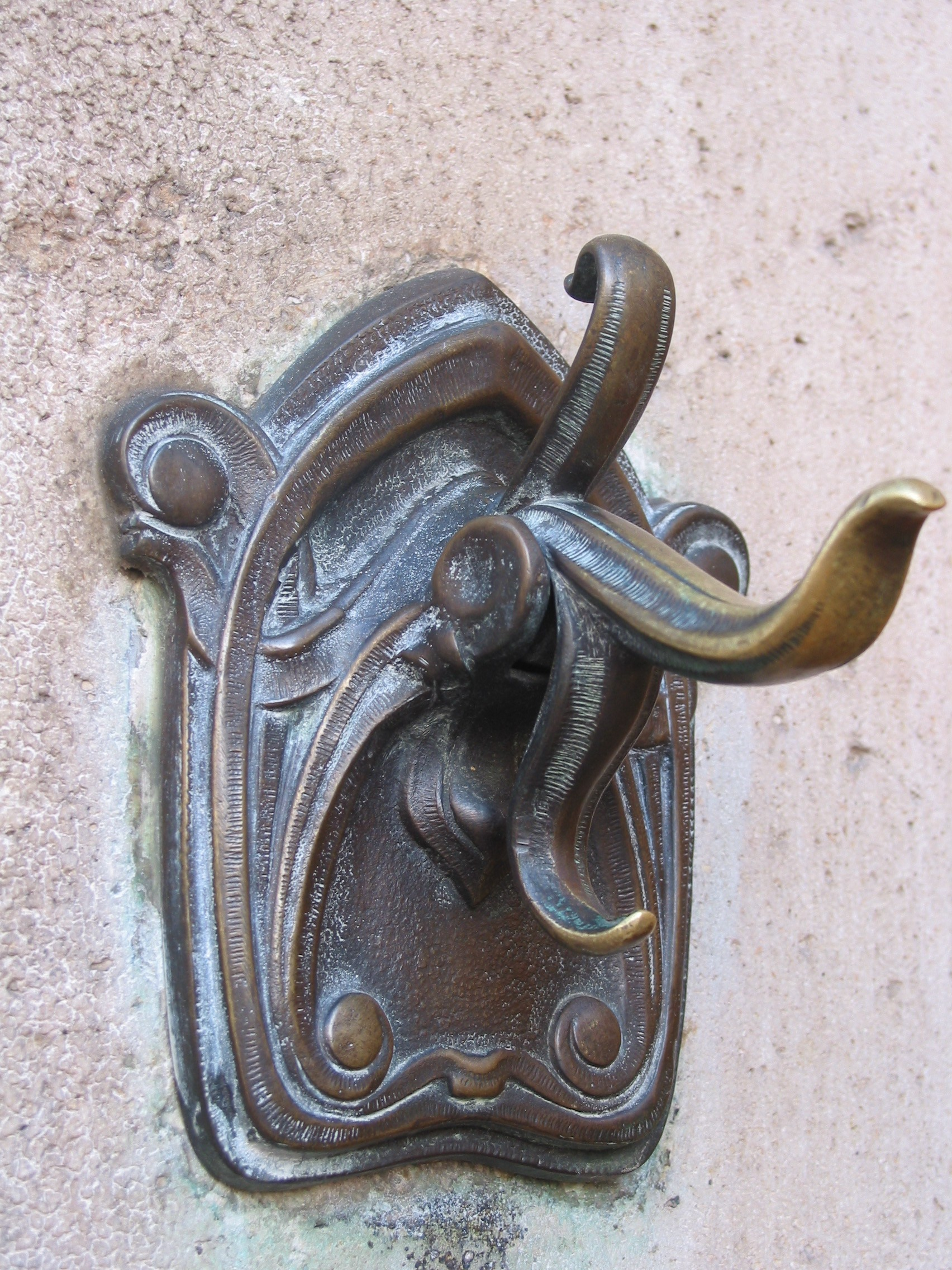
campainha
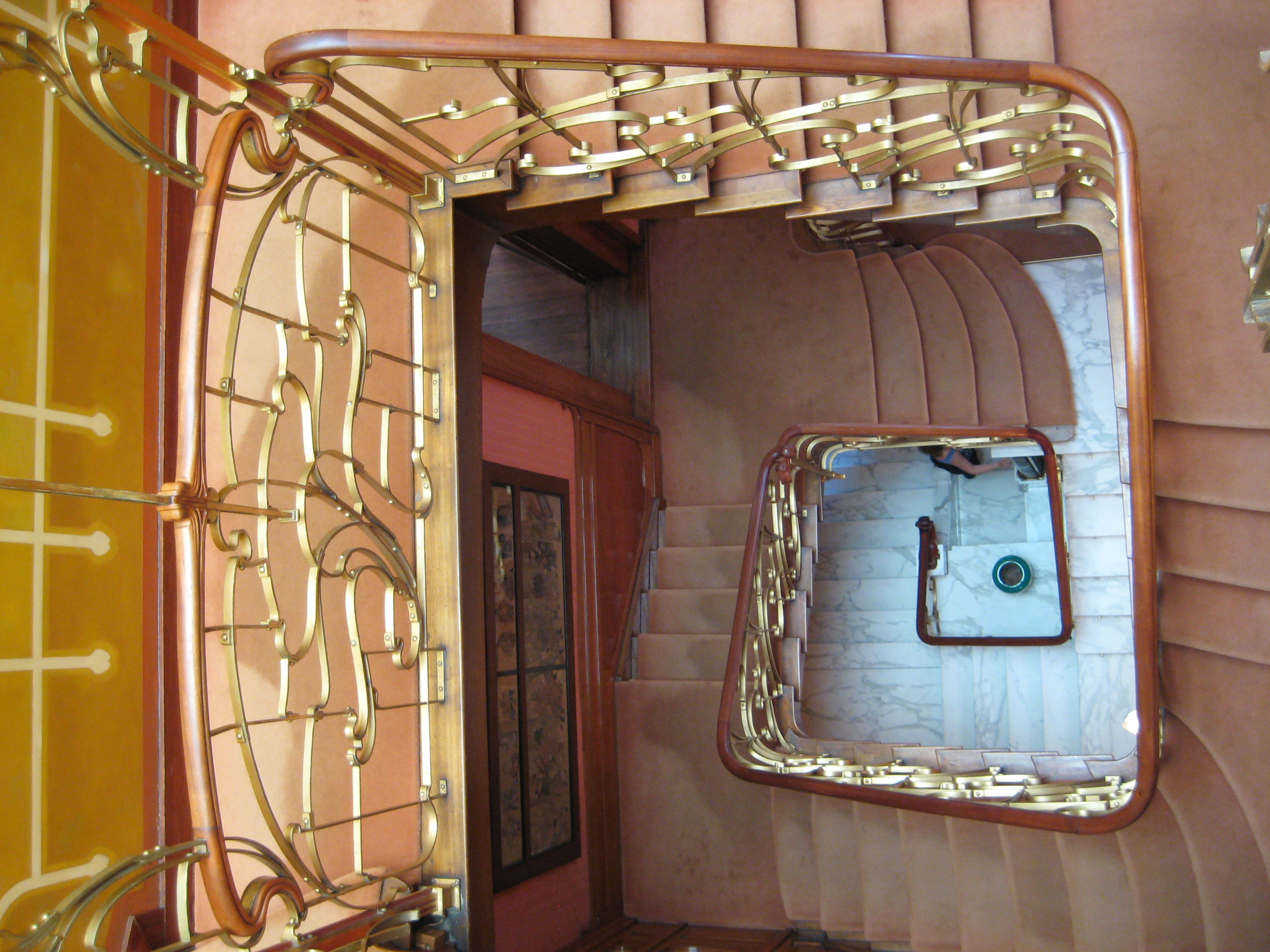
Casa-Museu Horta em Bruxelas